# Luận cứ mục đích
Luận cứ mục đích  hay luận cứ thiết kế (teleological argument) là một luận cứ cho sự tồn tại của Chúa trời hoặc của một đấng sáng tạo, dựa trên các bằng chứng tri giác được về trật tự, thiết kế phức tạp có chủ đích hoặc có ý nghĩa trong tự nhiên. Mục đích luận (teleology) là thuyết cho rằng có một nguyên lý có mục đích hoặc có định hướng trong hoạt động và các quá trình của tự nhiên.

## Lịch sử
Các phiên bản được ghi lại sớm nhất của luận cứ mục đích được liên kết với Socrates ở Hy Lạp cổ đại, mặc dù có ý kiến cho rằng ông đưa ra một lập luận cũ hơn. Plato, học trò của Socrates và Aristotle, học trò của Plato, đã phát triển các cách tiếp cận phức tạp đối với đề xuất rằng vũ trụ có một nguồn sáng tạo, nhưng chính dưới ảnh hưởng của chủ nghĩa khắc kỷ, "đã phát triển các lập luận của nhà sáng tạo, được biết đến rộng rãi dưới tên gọi "luận cứ mục đích".
Các tôn giáo khởi nguồn từ Abraham đã sử dụng luận cứ mục đích theo nhiều cách và luận cứ này có mối liên hệ lâu dài với họ. Vào thời Trung cổ, các nhà thần học Hồi giáo như Al-Ghazali đã sử dụng luận cứ này, mặc dù nó bị các nhà văn học Kinh Qur'an bác bỏ và không thuyết phục được nhiều nhà triết học Hồi giáo khác. Sau đó, luận cứ mục đích được Tôma Aquinô chấp nhận và được đưa vào phần năm trong tác phẩm "Quinque viæ" (tiếng Anh: Five Ways, tạm dịch: Năm cách) của ông để chứng minh sự tồn tại của Thiên Chúa. Các giáo sĩ Anh giáo đời đầu như William Turner và John Ray là những người đề xướng nổi tiếng của luận cứ. Vào đầu thế kỷ 18, William Derham đã xuất bản cuốn "Physico-Theology" (tạm dịch: Vật lý - Thần học) của mình, trong đó đưa ra "minh chứng về bản thể và thuộc tính của Thiên Chúa từ các tác phẩm sáng tạo của ngài". Sau đó, William Paley trong cuốn "Natural Theology or Evidences of the Existence and Attributes of the Deity" (tạm dịch: Thần học tự nhiên hay bằng chứng về sự tồn tại và các thuộc tính của Chúa) năm 1802, là một bài thuyết trình nổi bật về lập cứ mục đích và lần đầu tiên sử dụng cụm từ "argument from design" (tạm dịch: luận cứ của sự thiết kế).
Ngay từ đầu, đã có rất nhiều chỉ trích về các phiên bản khác nhau của luận cứ mục đích và phản ứng với thách thức của nó đối với các yêu sách chống lại khoa học tự nhiên phi-mục-đích. Phản biện đặc biệt quan trọng là những lập luận logic chung được David Hume đưa ra trong "Dialogues Concerning Natural Religion" (tạm dịch: Đối thoại liên quan đến tôn giáo tự nhiên), xuất bản năm 1779, và sự phân tích về sự phức tạp sinh học được đưa ra trong Nguồn gốc các loài của Charles Darwin, xuất bản năm 1859. Từ những năm 1960, các lập luận của Paley đã có ảnh hưởng trong sự phát triển của phong trào khoa học sáng tạo (creation science movement) bằng việc sử dụng các cụm từ như "thiết kế bởi một nhà thiết kế thông minh" (design by an intelligent designer), và sau năm 1987, nó được đổi tên thành "nhà thiết kế thông minh" (intelligent designer), được thúc đẩy bởi phong trào thiết kế thông minh (intelligent design movement). Cả hai phong trào đã sử dụng luận cứ mục đích để tranh luận chống lại và đòi hỏi sự coi trọng tương đương với khoa học hiện đại về tiến hóa trong chương trình khoa học của trường công.
Những người bảo vệ đương đại tiêu biểu của luận cứ mục đích là Richard Swinburne và John Lennox.

## Luận cứ
Tuy được phát biểu dưới nhiều dạng, nhưng luận cứ cơ bản có thể được phát biểu như sau:
1. X quá (phức tạp, có trật tự, thích nghi, có vẻ có mục đích, và/hoặc đẹp) để có thể đã xuất hiện một cách ngẫu nhiên hoặc tình cờ.
2. Do đó, X chắc chắn đã phải được tạo ra bởi một thực thể (có tri giác, thông minh, uyên bác, và/hoặc có mục đích).
3. Chúa trời là thực thể (có tri giác, thông minh, uyên bác, và/hoặc có mục đích) đó.
4. Do đó, Chúa trời tồn tại.

Hoặc, đối với 2, 3 và 4, nhiều hơn một thực thể (có tri giác, thông minh, uyên bác, và/hoặc có mục đích) hẳn đã tạo ra X; do đó tồn tại nhiều hơn một đấng sáng tạo (nghĩa là các nam thần và nữ thần. xem: Thuyết đa thần).
X thường đại diện cho vũ trụ; quá trình tiến hóa, loài người; một loài vật nào đó; hay một cơ quan cụ thể nào đó chẳng hạn mắt hoặc một khả năng chẳng hạn khă năng ngôn ngữ của con người. X còn có thể đại diện cho các hằng số cơ bản của vũ trụ, chẳng hạn các hằng số vật lý và các định luật vật lý. Đôi khi, luận cứ này còn được dựa trên nguyên lý vị nhân rằng các hằng số này có vẻ như đã được điều chỉnh (fine-tuned universe) một cách đặc biệt để tạo điều kiện cho sự sống có trí tuệ có thể tiến hóa.
Một số phiên bản của luận cứ này có thể thay thế Chúa trời bằng một đấng tạo hóa kém hơn, một số vị thần, hoặc thậm chí cả sinh vật hành tinh khác trong vai trò nguyên nhân cho các hiện tượng thiên nhiên, mặc dù việc tái áp dụng luận cứ này có thể vẫn hàm ý một nguyên nhân tối thượng (ultimate cause - luận cứ về nguyên nhân đầu tiên). Tuy nhiên, hầu hết các hình thức kinh điển của luận cứ này có quan hệ với thuyết độc thần. Và một số dạng luận cứ mục đích còn cố ý để mở hoàn toàn câu hỏi về các thuộc tính của "nhà thiết kế" được giả thiết. Ví dụ, năm 1908, G.K. Chesterton đã đưa ra một luận cứ mục đích rất chuẩn xác và dị thường như sau: "Một con voi có vòi là chuyện lạ, nhưng khi con voi nào cũng có vòi thì như thể mọi chuyện đã được vạch sẵn từ trước" (So one elephant having a trunk was odd; but all elephants having trunks looked like a plot).